# Theristus leptosomaheristus
Theristus leptosomaheristus är en rundmaskart. Theristus leptosomaheristus ingår i släktet Theristus, och familjen Monhysteridae. Arten är reproducerande i Sverige.